# Уено Нобухіро
Нобухіро Уено (яп. 上野 展裕, нар. 26 серпня 1965, Кока) — японський футболіст, що грав на позиції захисника, і футбольний тренер.

## Клубна кар'єра
Грав за команди АНА i Санфрече Хіросіма.

## Виступи за збірну
У складі збірної був учасником кубка Азії з футболу 1988 року у Катарі.